# H.I.V.E.
H.I.V.E. (por sus siglas en inglés, Hierarchy of International Vengeance and Extermination, en español, Hermandad Internacional de Venganza y Exterminio) también conocido coloquialmente como COLMENA, es una organización criminal y terrorista, creada para la editorial DC Comics. Es uno de las organizaciones criminales por excelencia enemigas de la agrupación juvenil superheroica conocida como los Teen Titans. 
La organización H.I.V.E. apareció en la cuarta temporada del programa Arrow de The CW con Damien Darhk como líder.

## Historial de publicaciones
Fue creada por Marv Wolfman y George Perez, en las páginas de la historieta de los New Teen Titans Vol. 2 #2 (diciembre de 1980)

## Biografía de la organización criminal ficticia

### Primeras Encarnaciones de la organización criminal (Pre-Crisis)
El maestro de la organización H.I.V.E., conocido como el "HIVE Maestro", reunió a siete científicos criminales no identificados que pudieran ayudarles a dominar el mundo con la eliminación de Superman y los Jóvenes Titanes. En su primera aparición, fueron conocidos en una historia donde estuvieron involucrados en un secuestro de Lois Lane por parte de H.I.V.E. junto con un intento por borrar todos sus recuerdos. Posteriormente intentaron obtener más información sobre el regreso de la Isla de Superman desde el espacio, y contratarían a Deathstroke el Terminator para derrotar a los Nuevos Titanes. H.I.V.E. también sería el responsable de convertir al hijo de Deathstroke Grant Wilson en Ravager.
El "HIVE Maestro" sería asesinado más tarde y sustituido por un nuevo líder, la H.I.V.E. Mistress, quien recontrataría a Deathstroke para sus servicios.

### Segunda encarnación:(Post-Crisis)
La segunda encarnación de H.I.V.E. fue creada por Adeline Kane, la exmujer de Deathstroke. A su organización, fueron localizados e integrados los miembros de la organización Tártaro de Vandal Savage así como la adhesión de otros supervillanos como el Gorila Grodd, Lady Vic, Red Panzer, Sirena, y la asesina a sueldo Cheshire.
H.I.V.E. se vería integrada a la nueva Sociedad Secreta de Supervillanos de Alexander Luthor Jr., pero cuando esta asociación entre ambas organizaciones se desintegra, al ser detenidos por los demás héroes durante la Crisis Infinita, pasan a ser liderados por Queen Bee.

### Los Nuevos 52/DC Renacimiento
Con el reinicio de la continuidad del Universo DC en 2011, el acrónimo H.I.V.E. se vuelve a reimaginar como "Holística Integración Viral de Equidad". Además, la organización formó una alianza incómoda con el villano de Linterna Verde, Hector Hammond. Ella sería guiada por una telépata clase mundial superpoderoso llamada Queen Bee, devoto admirador del coleccionista de mundos y supervillano conocido como Brainiac, quién reclama ser su "hija". Para el público, H.I.V.E. es tan sólo una empresa de comunicación social que conecta a las personas entre sí. Sin embargo, su verdadero objetivo es secuestrar aquellos metahumanos con poderes psíquicos para aprovechar sus poderes psionicos, con el fin de esclavizar mentalmente al mundo ante el regreso de Brainiac. Sus actividades delictivas serían reveladas públicamente después del arco "Psi-War", cuando una lista de telépatas poderosos se enfrentan entre sí en Metropolis. Durante la batalla, su sede principal se encuentra bajo Metropolis, ésta termina siendo destruida y todos sus planes son frustrados por Superman.

#### Maldad Eterna
En un retroceso visto durante en el arco del evento conocido como 'Maldad Eterna', la organización H.I.V.E. serían los responsables de un acto terrorista, en la cual, convirtió a los Laboratorios S.T.A.R.  a la doctora científica Dra. Caitlin Snow en la supervillana Killer Frost, cuando fue amenazada su control de sus poderes de robo de energía.

#### Red Hood/Arsenal
H.I.V.E. reaparecería más adelante en las páginas de la Historieta Red Hood/Arsenal. Un grupo de soldados de H.I.V.E., liderados por el H.I.V.E. Regal, plantaron una "bomba de transubstanciación", a bordo de un buque de la Armada de los EE. UU., programada para que detonara durante una ceremonia. Una vez que la bomba es desactivada, se suponía que debería haber liberardo un virus psiónico que infectaría a todo el personal militar actual de los EE. UU., junto con los objetivos e ideales de H.I.V.E. Sin embargo, Red Hood y Arsenal se terminan infiltrandose en el barco durante la ceremonia y Arsenal desactiva la bomba, mientras que Red Hood combate a los soldados y detiene al H.I.V.E. Regal.

#### Teen Titans Vol.4
H.I.V.E. aparece en las páginas de Teen Titans Vol. 4., durante un viaje a Nueva Orleans, la ciudad es atacada repentinamente con una ráfaga psiónica de parte de Queen Bee apoderándose rápidamente del control mental de la gente de Nueva Orleans, a excepción de los Titanes que estaban protegidas por los poderes mágicos de Raven. Posteriormente, los ciudadanos controlados mentalmente construyen amplificadores psionicos que permitan que Queen Bee pueda expandir sus poderes a través de la totalidad de la administración estadounidense para triangular su ubicación, Red Robin y Raven asaltan su base y derrotan a Queen Bee, liberando del control mental a toda la gente.

## Miembros notables
Primer H.I.V.E.:
- H.I.V.E. Mistress -
- Franklin Crandall -
- Penélope Lord -

Segunda H.I.V.E.:
- Adeline Wilson (de soltera Kane) - H.I.V.E. Maestra, de la segunda encarnación de la H.I.V.E.
- Damien Darhk -

Tercera H.I.V.E. (Los Nuevos 52)
- Hector Hammond -
- Queen Bee (líder) -
- El HIVE Regal -
- Dreadnought -
- Psiphon -
- Psico-Pirata (Prisionero) -
- El Doctor Psycho (Prisionero) -
- Soldados de infantería sin nombre (Prisioneros) -

## Otras versiones
- La novela gráfica JLA: Tierra 2, H.I.V.E. aparece como una contraparte heroica de la organización, denominada Hierarchy for International Virtuous Empowerment.
- En el evento de la serie lmitada Flashpoint, una versión de H.I.V.E. está conformada por Adeline Kane, August General in Iron, Capitán Nazi, Dr. Kimiyo Hoshi, Impala, Naif al-Sheikh, el Príncipe Osiris, Ra's al Ghul, y Red Star, donde aparecen deliberando una votación que decidirá si debe utilizarse armas nucleares para poder poner fin a la guerra en Europa occidental entre Aquaman y Wonder Woman. Aunque la mayoría de ellos votan a favor del uso de armas nucleares, son detenidos por la hija de en el preciso instante en que se lanza un ataque definitivo por parte de los Estados Unidos.

## Apariciones en otros medios

### Televisión

#### Animación
- H.I.V.E. aparece en los Teen Titans. Hay fuertes indicios de que la Academia es en realidad un culto de supervillanos, pero esto no se hace explícito ya que los Teen Titans tienden a centrarse en un público más joven. Esta versión de la organización es una organización malvada regular que también consiste en HAEYP (abreviatura de " HIVE Academy for Extraodinary Young People"), también conocida simplemente como Academia HIVE, que fue fundada por una directora no identificada (expresada por el director de voz del programa, Andrea Romano). Los estudiantes notables incluyen Mammoth, Gizmo, Jinx, Bumblebee (en realidad un infiltrado que luego se unió a los Teen Titans East), y personajes exclusivos del programa como Private H.I.V.E. (un pastiche del Capitán América y Guardián), Billy Numerous, See-More, Kid Wykkyd, Angel, XL Terrestrial, INSTIGATOR y Lucha Estrella. HIVE también incluye un gran equipo de profesores de piel oscura (que usan capas similares a Raven), así como una gran cantidad de soldados armados de HIVE (cuyos uniformes dorados y negros se parecen a los de Private HIVE). En "Examen final", la directora le ofrece a Slade a sus graduados Mammoth, Gizmo y Jinx donde Slade los pone en un desafío para derrotar a los Teen Titans. Cuando Mammoth, Gizmo y Jinx fueron derrotados, la directora de HIVE le dice a Slade que tales fallas no son tolerables en HIVE y que cuando Mammoth, Gizmo y Jinx son recuperados de las autoridades, serán estrictamente disciplinados. Slade le dijo a la directora de HIVE que, por otro lado, lograron entregar su mensaje mientras él muestra sus imágenes de Robin preguntando a Gizmo: "¿quién es Slade?". La Academia HIVE fue tomada más tarde por el Hermano Sangre (el principal antagonista de la tercera temporada después de la aparente muerte de Slade en el final de la segunda temporada de "Aftershock"). En "Deception", la Academia HIVE fue infiltrada por Cyborg bajo la apariencia de "Stone", un estudiante que puede convertirse en un ser de roca. Cuando el hermano Blood felicita a Stone por su actuación, también regaña a Mammoth, Gizmo y Jinx con una referencia sobre su envío a la Academia HIVE después de su fracaso en el "Examen final". La Academia fue destruida después de la derrota del Hermano Blood, pero algunos de los estudiantes (Gizmo, Mammoth, Jinx, See-More y Kyd Wykkyd junto con Billy Numerous) formaron su propio grupo independiente de supervillanos llamado HIVE Five haciendo que Kid Flash comente que hay seis miembros, mientras que Blood buscó venganza contra Cyborg mejorando su propia biología imprimiendo los planos de Cyborg sobre él y los servidores robot llamados "Ciclones". La mayoría de los estudiantes de HIVE se convirtieron en aliados de la Hermandad del Mal y terminaron congelados por Más y Menos. La directora de HIVE se ve en una foto de una persona desaparecida en un cartón de leche en la academia HIVE cuando el Hermano Sangre se hizo cargo. Ella reapareció en la reunión de Cerebro con todos los villanos del espectáculo, apareciendo brevemente en la batalla final contra los Titanes junto a Wintergreen.
- H.I.V.E. Five hace apariciones en Teen Titans Go!. Se componen de Jinx, Gizmo, Mammoth, See-More, Billy Numerous y Kyd Wykkyd.
- H.I.V.E. aparece en el episodio de Justice League Action, "The Trouble with Truth". Esta versión del grupo tiene sus soldados de infantería con armadura de abeja y hacen uso de trampas similares a la miel y están dirigidos por el maestro HIVE no identificado (expresado por Chris Diamantopoulos en la primera aparición y por Diedrich Bader en la segunda aparición). El HIVE Master planeó hacer estallar una bomba de fusión de cobalto en Metrópolis. Mientras Superman está ocupado en New Genesis, Wonder Woman, Batman y Green Arrow se dirigen a los muelles de Metrópolis con Athenaviniendo para el paseo. Cuando encuentran la base subterránea de HIVE, Batman, Wonder Woman, Green Arrow y Athena luchan contra el HIVE Gracias a una táctica de Wonder Woman, ella pudo engañar al HIVE Master para que comandara por voz la bomba de fusión de cobalto para que se desactive. En el episodio "Time Out", el HIVE comenzó a reclutar personas de un centro juvenil para construir sus fuerzas. Batman, Wonder Woman y Booster Gold terminaron luchando contra el HIVE Después de que Wonder Woman se congelara a tiempo debido a los efectos causados por el Chronovore y Booster Gold queda atrapado en una red, Batman logra derribar el robot que fue pilotado por el HIVE Master.

#### Acción en vivo
- H.I.V.E. también hace una aparición en la serie de televisión Arrow. dirigida por Damien Darhk. En el episodio de la tercera temporada "Al Sah-Him", Ra's al Ghul menciona que Damien Darhk fue anteriormente su competidor por el título de Demon's Head. Después de que Ra dudara en matar a Damien, Darhk pudo escapar y reunió una "colmena de seguidores" en todo el mundo. También robó el elixir del Lazarus Pit, extendiendo su propia vida. Darhk (interpretado por Neal McDonough) es el principal antagonista de la cuarta temporada y es el líder de HIVE. Los medios de Star City se refieren a los agentes de HIVE de Darhk como "los Fantasmas", debido al hecho de que se suicidan cuando son capturados en lugar de ser interrogados por las autoridades. HIVE tiene la intención de iniciar un holocausto nuclear mientras se protege en una instalación construida bajo Star City, llamada el Arca, para que puedan conducir los restos de humanidad, con Darhk como figura decorativa. Sin embargo, Green Arrow finalmente mata a Darhk en el final de la temporada, desmantelando efectivamente a HIVE. También aparecen brevemente en el episodio de The Flash " Legends of Today " donde atacan una instalación de ARGUS. HIVE aparece en el spin-off serie Legends of Tomorrow, donde en 1975, intentan comprar una cabeza nuclear a Vandal Savage pero fracasan. En 1987, intentan llegar a un acuerdo con los agentes de la KGB durante la Guerra Fría antes de que las Leyendas los detengan.
- H.I.V.E. son mencionados en la segunda temporada de Titanes como una organización que reclutó a Slade Wilson para un experimento sobrehumano.

### Películas
- H.I.V.E. Aparece Como una de las organizaciones dirigida por el Hermano Sangre (Aunque Después se aclara que son una misma que solo las hace parecer dos organizaciones separadas) en la película animada Teen Titans: The Judas Contract

### Videojuegos
- H.I.V.E. aparece en DC Universe Online. Se muestra que sirven a Queen Bee cuando atacan a STAR Labs y LexCorp Exobyte Transports cerca del Metropolis Metrodome. Ella y HIVE están confabulando con Brainiac para entregarle los Exobytes robados. Los jugadores luchan contra HIVE nuevamente cuando Queen Bee hipnotiza a Booster Gold. Los soldados de infantería del HIVE consisten en drones HIVE, recolectores de HIVE, abejas asesinas de HIVE, reclutas de HIVE, drones reales de HIVE, aguijones de HIVE, trabajadores de HIVE, abejas mortuorias, un cuidador de HIVE y Major Honeygut.

## Miscelánea
- H.I.V.E apareció en el cómic de los Teen Titans Go! en el #16.